# Naereo chagi
Neareo chagi er inden for taekwondo en betegnelse for et nedadgående spark, hvor man går efter kravebenet eller næsen. Udføres sparket helt korrekt vil det brække disse knogler.[kilde mangler]
| Sport | Spire Denne artikel om sport er en spire som bør udbygges. Du er velkommen til at hjælpe Wikipedia ved at udvide den. |